# Bộ trưởng Bộ Quốc phòng Liên Xô

Hiệu kỳ Bộ trưởng Bộ Quốc phòng Liên Xô (1964-1991).

Bộ trưởng Bộ Quốc phòng của Liên Xô là chức vụ đứng đầu Bộ Quốc phòng với trách nhiệm bảo vệ Tổ quốc Cộng sản Cộng hòa Xã hội chủ nghĩa Xô viết Liên bang Nga từ 1917 tới 1922 và Liên Xô từ 1922 tới 1991.

## Danh sách Bộ trưởng Bộ Quốc phòng Liên Xô

### Bộ Dân ủy Quân sự và Hải quân (1917–1934)
| STT | Tên                | Chân dung | Sinh-Mất  | Quân hàm            | Nhiệm kỳ   | Nhiệm kỳ   | Ghi chú           |
| STT | Tên                | Chân dung | Sinh-Mất  | Quân hàm            | Bổ nhiệm   | Bãi nhiệm  | Ghi chú           |
| --- | ------------------ | --------- | --------- | ------------------- | ---------- | ---------- | ----------------- |
| 1   | Hội đồng           |           |           |                     | 8/11/1917  | 15/11/1917 | Tập thể lãnh đạo  |
| 2   | Nikolai Podvoisky  |           | 1880–1948 |                     | 15/11/1917 | 13/3/1918  |                   |
| 3   | Leon Trotsky       |           | 1879–1940 |                     | 13/3/1918  | 15/1/1925  |                   |
| 4   | Mikhail Frunze     |           | 1885–1925 |                     | 15/1/1925  | 31/10/1925 | Mất khi tại nhiệm |
| 5   | Kliment Voroshilov |           | 1881–1969 | Nguyên soái Liên Xô | 6/11/1925  | 20/6/1934  |                   |

Ghi chú:
1. ↑  Hội đồng Dân ủy Quân sự và Hải quân bao gồm Vladimir Antonov-Ovseyenko, Pavel Dybenko, và Nikolai Krylenko. Ngày 10/11/1917 Ovseyenko bị bắt cóc trong cuộc nổi dậy tại Petrograd Nội loạn Junker và được giải thoát vào ngày hôm sau nhờ nhà báo Mỹ Williams. Sau đó Ovseyenko đứng đầu Quân khu Petrograd cho tới tháng 12 khi ông được phái tới Ukraine. Dybenko tiếp tục giám sát các vấn đề Hải quân như Tư lệnh Hải Quân Tối cao được thành lập cuối tháng 11. Ông nắm chức vụ này đến 16/3/1918 khi bị tước hết chức vụ và tước Đảng tịch Đảng Bolshevik. Ngày 25/11/1917 Krylenko được bổ nhiệm l mf Tổng Tư lệnh Tối cao Hồng quân.

### Bộ Dân ủy Quốc phòng (1934–1946)
| STT | Tên                | Chân dung | Sinh-Mất  | Quân hàm                | Nhiệm kỳ  | Nhiệm kỳ  | Ghi chú |
| STT | Tên                | Chân dung | Sinh-Mất  | Quân hàm                | Bổ nhiệm  | Bãi nhiệm | Ghi chú |
| --- | ------------------ | --------- | --------- | ----------------------- | --------- | --------- | ------- |
| 1   | Kliment Voroshilov |           | 1881–1969 | Nguyên soái Liên Xô     | 20/6/1934 | 7/5/1940  |         |
| 2   | Semyon Timoshenko  |           | 1895–1970 | Nguyên soái Liên Xô     | 7/5/1940  | 19/7/1941 |         |
| 3   | Iosif Stalin       |           | 1878–1953 | Đại nguyên soái Liên Xô | 19/7/1941 | 25/2/1946 |         |

### Bộ Dân ủy Hải quân (1937–1946)
| STT | Tên               | Chân dung | Sinh-Mất  | Quân hàm                  | Nhiệm kỳ   | Nhiệm kỳ  | Ghi chú |
| STT | Tên               | Chân dung | Sinh-Mất  | Quân hàm                  | Bổ nhiệm   | Bãi nhiệm | Ghi chú |
| --- | ----------------- | --------- | --------- | ------------------------- | ---------- | --------- | ------- |
| 1   | Pyotr Smirnov     |           | 1897–1939 | Ủy viên thứ nhất          | 30/12/1937 | 30/6/1938 |         |
| 2   | Mikhail Frinovsky |           | 1898–1940 | Tư lệnh Lục quân thứ nhất | 8/9/1938   | 20/3/1939 |         |
| 3   | Nikolay Kuznetsov |           | 1904–1974 | Phó Đô đốc                | 28/4/1939  | 25/2/1946 |         |

### Bộ Dân ủy Các Lực lượng vũ trang (1946)
| STT | Tên          | Chân dung | Sinh-Mất  | Quân hàm                | Nhiệm kỳ  | Nhiệm kỳ  | Ghi chú |
| STT | Tên          | Chân dung | Sinh-Mất  | Quân hàm                | Bổ nhiệm  | Bãi nhiệm | Ghi chú |
| --- | ------------ | --------- | --------- | ----------------------- | --------- | --------- | ------- |
| 1   | Iosif Stalin |           | 1878–1953 | Đại nguyên soái Liên Xô | 25/2/1946 | 15/3/1946 |         |

### Bộ các Lực lượng Vũ trang (1946–1950)
| STT | Tên                  | Chân dung | Sinh-Mất  | Quân hàm                | Nhiệm kỳ  | Nhiệm kỳ  | Ghi chú |
| STT | Tên                  | Chân dung | Sinh-Mất  | Quân hàm                | Bổ nhiệm  | Bãi nhiệm | Ghi chú |
| --- | -------------------- | --------- | --------- | ----------------------- | --------- | --------- | ------- |
| 1   | Iosif Stalin         |           | 1878–1953 | Đại nguyên soái Liên Xô | 15/3/1946 | 3/3/1947  |         |
| 2   | Nikolai Bulganin     |           | 1895–1975 | Nguyên soái Liên Xô     | 3/3/1947  | 24/3/1949 |         |
| 3   | Aleksandr Vasilevsky |           | 1895–1977 | Nguyên soái Liên Xô     | 24/3/1949 | 25/2/1950 |         |

### Bộ Quân sự (1950–1953)
| STT | Tên                  | Chân dung | Sinh-Mất  | Quân hàm            | Nhiệm kỳ  | Nhiệm kỳ  | Ghi chú |
| STT | Tên                  | Chân dung | Sinh-Mất  | Quân hàm            | Bổ nhiệm  | Bãi nhiệm | Ghi chú |
| --- | -------------------- | --------- | --------- | ------------------- | --------- | --------- | ------- |
| 1   | Aleksandr Vasilevsky |           | 1895–1977 | Nguyên soái Liên Xô | 25/2/1950 | 15/3/1953 |         |

### Bộ Hải quân (1950–1953)
| STT | Tên               | Chân dung | Sinh-Mất  | Quân hàm       | Nhiệm kỳ  | Nhiệm kỳ  | Ghi chú |
| STT | Tên               | Chân dung | Sinh-Mất  | Quân hàm       | Bổ nhiệm  | Bãi nhiệm | Ghi chú |
| --- | ----------------- | --------- | --------- | -------------- | --------- | --------- | ------- |
| 1   | Ivan Yumashev     |           | 1895–1972 | Đô đốc         | 25/2/1950 | 20/7/1951 |         |
| 2   | Nikolay Kuznetsov |           | 1904–1974 | Đô đốc Hạm đội | 20/7/1951 | 15/3/1953 |         |

### Bộ Quốc phòng (1953–1991)
| STT | Tên                  | Chân dung | Sinh-Mất  | Quân hàm               | Nhiệm kỳ   | Nhiệm kỳ   | Ghi chú                                                             |
| STT | Tên                  | Chân dung | Sinh-Mất  | Quân hàm               | Bổ nhiệm   | Bãi nhiệm  | Ghi chú                                                             |
| --- | -------------------- | --------- | --------- | ---------------------- | ---------- | ---------- | ------------------------------------------------------------------- |
| 1   | Nikolai Bulganin     |           | 1895–1975 | Nguyên soái Liên Xô    | 15/3/1953  | 9/2/1955   |                                                                     |
| 2   | Georgy Zhukov        |           | 1896–1974 | Nguyên soái Liên Xô    | 9/2/1955   | 26/10/1957 | Bị miễn nhiệm bởi Nikita Khrushchev sau sự kiện Tập đoàn chống Đảng |
| 3   | Rodion Malinovsky    |           | 1898–1967 | Nguyên soái Liên Xô    | 26/10/1957 | 31/3/1967  | Mất khi đang tại nhiệm                                              |
| 4   | Andrei Grechko       |           | 1903–1976 | Nguyên soái Liên Xô    | 12/4/1967  | 26/4/1976  | Mất khi đang tại nhiệm                                              |
| 5   | Dmitriy Ustinov      |           | 1908–1984 | Nguyên soái Liên Xô    | 30/7/1976  | 20/12/1984 | Mất khi đang tại nhiệm                                              |
| 6   | Sergei Sokolov       |           | 1911–2012 | Nguyên soái Liên Xô    | 22/12/1984 | 30/5/1987  | Miễn nhiệm bởi Mikhail Gorbachev sau Mathias Rust                   |
| 7   | Dmitry Yazov         |           | 1924–2020 | Nguyên soái Liên Xô    | 30/5/1987  | 23/8/1991  | Miễn nhiệm bởi Mikhail Gorbachev sau nỗ lực đảo chính năm 1991      |
| 8   | Yevgeny Shaposhnikov |           | 1942–2020 | Nguyên soái Không quân | 23/8/1991  | 21/12/1991 |                                                                     |